# 베타-하이드록시뷰티릴-CoA
β-하이드록시뷰티릴-CoA(영어: β-hydroxybutyryl-CoA) 또는 3-하이드록시뷰티릴 조효소 A(영어: 3-hydroxybutyryl coenzyme A)는 뷰티르산의 발효 및 라이신과 트립토판의 대사 과정에서의 대사 중간생성물이다.

## 같이 보기
- 크로토닐-CoA
- 아세토아세틸-CoA
- β-하이드록시뷰티릴-CoA 탈수소효소